# Kuo Mo-žo
Kuo Mo-žo (čínsky pchin-jinem Guō Mòruò, znaky zjednodušené 郭沫若; 16. listopadu 1892 – 12. června 1978) byl čínský spisovatel, archeolog, komunistický politik a zakládající předseda Čínské akademie věd. Získal tradiční čínské vzdělání a roku 1914 odešel studovat medicínu do Japonska, lékařství však opustil, aby se mohl věnovat umění. Studoval západní literaturu a vydal řadu překladů evropských klasiků do čínštiny. Po návratu do Číny se ve dvacátých letech stal marxistou a roku 1927 vstoupil do komunistické strany. V důsledku své politické činnosti byl nucen strávit několik let v japonském exilu, kde se věnoval studiu archeologie a psal mimo jiné o starých čínských nápisech. Po vzniku ČLR zastával řadu vysokých vládních funkcí (místopředseda vlády, místopředseda parlamentu, místopředseda celostátního výboru politického poradního shromáždění). Během kulturní revoluce v 60. letech byl sesazen a pronásledován, po skončení této kampaně se však směl vrátit mezi vládnoucí elitu (od roku 1969 byl členem ústředního výboru KS Číny, později se stal opět místopředsedou parlamentu i politického poradního shromáždění).